# День персидского языка

День персидского языка (перс.  روز پاسداشت زبان فارسی‎) — иранский праздник, который отмечается 15 мая (25 ордибехешта по иранскому календарю).

## «Шахнаме» и персидский язык
День персидского языка проводится в честь великого персидского поэта Абулькасима Фирдоуси, автора эпической поэмы «Шахнаме». «Шахнаме» (перс.  شاهنامه‎ — «Книга царей», «Книга о царях», «Царь-книга», «Царская книга») — национальный эпос иранских народов. В ней описывается древняя история Ирана вплоть до прихода ислама в VII веке.
«Шахнаме» была написана уже после начала насаждения ислама в Персии; Арабский халифат проводил в стране жесткую политику популяризации арабского языка. Общение на персидском языке было запрещено, все делопроизводство, наука и образование осуществлялось исключительно на арабском. Тогда же прошёл основной этап проникновения арабизмов в персидский язык (даже алфавит персидского языка был изменён на арабицу, которая используется и по сей день).
Уникальность «Шахнаме» для иранских народов объяснялась сразу двумя факторами:
1. «Шахнаме» была написана с минимальным использованием заимствованных слов. В иранском литературоведении принято считать, что лексика «Шахнаме» на 95% исконно иранская. Больше ни одно произведение персидской литературы не было написано с подобным объёмом исконных слов. Фирдоуси черпал их в локальных диалектах, древней литературе и древних иранских языках (таких как авестийский и древнеперсидский). На сегодняшний день также продолжается изучение «Шахнаме» литературоведами Ирана и филологами-иранистами всего мира. Для понимания языка поэмы требуется колоссальный объём фоновых знаний и глубокая степень понимая персидского языка. Тем не менее, даже самым образованным людям для толкования некоторых слов следует обращаться к словарю;

1. «Шахнаме» показала все величие Ирана и вселила надежду в персов, уставших от гнета Арабского халифата. Это породило своего рода национальное возрождение.

Персидской литературе поэма Фирдоуси дала сильнейший толчок: она стала вдохновителем бесконечного рядя других эпических произведений; имела влияние на эпос не только героический, но и романтический (Низами Гянджеви, Джами и сотни других подражателей не только в Персии, но и в Турции и др.), своими лирическими местами явилась предвестницей дервишской суфийской поэзии и навеки осталась для персов идеальным, недосягаемым поэтическим образцом.
«Шахнаме» Фирдоуси, согласно указанию самого автора, содержала 60000 бейтов — парных строк (большинство стихотворений древних поэтов было написано именно в таком виде). Считается, что часть текста утеряна. Полный русский перевод, сделанный Ц. Б. Бану-Лахути по изданию Вуллерса-Нафиси и опубликованный в 1957-1989 годах в шести томах, содержит 52009 бейтов (104018 строк).
Фирдоуси называют отцом персидского языка. Его роль сравнима с ролью Пушкина в становлении русского языка.

## История праздника
По предложению Фонда Шахнаме в 1980 году был учрежден праздник, приуроченный к тысячелетию написания великой поэмы. 15 мая стало днем Фирдоуси. Каждый год во вторую неделю мая (последнюю неделю ордибехешта) проводится множество бесплатных лекций по Фирдоуси и «Шахнаме» в различных университетах и исследовательских институтах Ирана. Эта традиция также соблюдается иранскими диаспорами в других странах мира.
Данному празднику стало уделяться ещё большее внимание после начала деятельности третьего Фархангестана (Академии персидского языка и литературы), основанного в 1990 году. Фархангестан предложил сделать день памяти великого поэта также днем персидского языка. В 2016 году решением Верховного совета культурной революции 15 мая стало также Днем персидского языка. На сегодняшний день оба праздника справляются в один день.